# Chrysotoxum rufabdominus
Chrysotoxum rufabdominus är en tvåvingeart som beskrevs av Huo och Zheng 2004. Chrysotoxum rufabdominus ingår i släktet getingblomflugor, och familjen blomflugor. Inga underarter finns listade i Catalogue of Life.